# Irisgruppen
Irisgruppen är en svensk bolagsgrupp som verkar inom nischen funktionsnedsättning med funktionsstärkande produkter och tjänster. Irisgruppen ägs av Synskadades Stiftelse som också står bakom Synskadades riksförbund. Specialnischen är områdena syn, läs- och skriv samt kommunikation.
Företaget erbjuder bland annat konsulttjänster för myndigheter,  organisationer och arbetsgivare med ett behov av att stödja personer med särskilda behov. Irisgruppen producerar också bland annat ljudböcker och har instiftat priset Iris Ljudbokspris.